# Księżyce Haumei

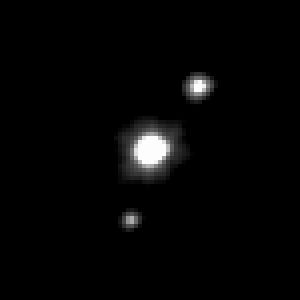
Obraz systemu Haumei

Planeta karłowata (136108) Haumea ma 2 znane księżyce. 

## Tabela znanych księżyców
Satelity zostały posortowane wedle rozmiarów.
| Nazwa     | Nazwa   | Nazwa         | Średnica (km) | Masa (×1019 kg) | Półoś wielka (km) | Okres orbitalny (w dniach ziemskich) | Ekscentryczność | Nachylenie orbity | Data odkrycia |
| --------- | ------- | ------------- | ------------- | --------------- | ----------------- | ------------------------------------ | --------------- | ----------------- | ------------- |
| Haumea I  | Hiʻiaka | /hiːʔiːˈɑːkə/ | 320           | 1,79            | 49 880 ± 198      | 49,462 ± 0,083                       | 0,0513 ± 0,0078 | 126,356° ± 0,064° | 2005          |
| Haumea II | Namaka  | /nɑːˈmɑːkə/   | 160           | 0,179           | 25 657 ± 91       | 18,2783 ± 0,0076                     | 0,249 ± 0,015   | 113,013° ± 0,075° | 2005          |